# Red, White & Crüe
| Recensione    | Giudizio |
| ------------- | -------- |
| AllMusic      |          |
| Rolling Stone |          |

Red, White & Crüe è una raccolta dei Mötley Crüe pubblicata nel 2005.
Contiene le canzoni preferite di ciascuno dei membri del gruppo e quattro inediti: Black Widow (disponibile fin a quel momento solo in una rara versione demo), If I Die Tomorrow, Sick Love Song e Street Fighting Man (cover dei Rolling Stones) incise nella recente riunione.
La versione giapponese dell'album contiene nel Disco 2 la bonus track I'm A Liar (And Thats The Truth) (anche questo è un brano inedito).

## Tracce

### Disco 1
1. Live Wire - 3:15
2. Piece of Your Action - 4:40
3. Toast of the Town - 3:32
4. Too Fast for Love - 3:21
5. Black Widow - 4:26
6. Looks That Kill - 4:07
7. Too Young to Fall in Love (remix) - 3:38
8. Helter Skelter (Beatles cover) - 3:12
9. Shout at the Devil - 3:14
10. Smokin' in the Boys Room (Brownsville Station cover) - 3:27
11. Use It or Lose It - 2:38
12. Girls, Girls, Girls - 4:29
13. Wild Side - 4:38
14. You're All I Need - 4:34
15. All in the Name of... - 3:40
16. Kickstart My Heart - 4:43
17. Without You - 4:29
18. Don't Go Away Mad (Just Go Away) - 4:40
19. Same Ol'Situation (S.O.S.) - 4:14
20. Dr. Feelgood - 4:48

### Disco 2
1. Anarchy in the UK (Sex Pistols cover)- 3:21
2. Primal Scream - 4:47
3. Home Sweet Home (1991 remix) - 4:02
4. Hooligan's Holiday (Brown Nose Edit) - 5:20
5. Misunderstood (Successful Format Version) - 4:58
6. Planet Boom - 3:48
7. Bittersuite - 3:17
8. Afraid (Alternative Rave Mix) - 4:08
9. Beauty - 3:46
10. Generation Swine - 4:40
11. Bitter Pill - 4:26
12. Enslaved - 4:30
13. Hell on High Heels - 4:16
14. New Tattoo (single version) - 4:02
15. If I Die Tomorrow - 3:24
16. Sick Love Song - 4:18
17. Street Fighting Man (Rolling Stones cover) - 3:30
18. I'm a Liar (And Thats The Truth) - 3:12 (bonus track edizione giapponese)

## Formazione
- Vince Neil - voce
- Mick Mars - chitarra
- Nikki Sixx - basso
- Tommy Lee - batteria
- John Corabi - voce (disco 2, tracce 4-7)
- Randy Castillo - batteria (disco 2, tracce 13-14)